# Liste der Monuments historiques in Bazemont
Die Liste der Monuments historiques in Bazemont führt die Monuments historiques in der französischen Gemeinde Bazemont auf.

## Liste der Bauwerke
| Bezeichnung       | Beschreibung | Standort | Kennzeichnung | Schutzstatus | Datum | Bild           |
| ----------------- | ------------ | -------- | ------------- | ------------ | ----- | -------------- |
| Schloss           |              | (Lage)   | PA00087366    | Inscrit      | 1965  | weitere Bilder |
| Kirche St-Illiers |              | (Lage)   | PA00087367    | Inscrit      | 1933  | weitere Bilder |

## Liste der Objekte
- Monuments historiques (Objekte) in Bazemont in der Base Palissy des französischen Kultusministeriums